# Pierre Louis
Pierre Louis (Ciudad de México, 28 de octubre de 1988) es un actor y modelo mexicano. Es conocido por haber interpretado a Paolo en la telenovela De que te quiero, te quiero (2013-14), y a Jorge en Enamorándome de Ramón (2017).

## Biografía y carrera
En 2011, ingresó al taller de actuación CEA, del que se graduó en 2013. Durante su estancia en dicha institución, intervino en programas como La rosa de Guadalupe y Como dice el dicho.
En 2013, obtuvo su primer papel protagónico en la telenovela De que te quiero, te quiero. En 2014, interpretó a Carlos en la telenovela La gata, y en 2016 obtuvo en pequeño papel en la serie Por siempre Joan Sebastian. En 2017, protagonizó la telenovela Enamorándome de Ramón, y a finales de ese año, participó en la emisión Caer en tentación. Para 2019, fue parte del reparto en telenovelas como Ringo, y La reina soy yo. 
En 2020, consiguió un papel recurrente en la serie La usurpadora.

## Filmografía

### Películas
- El hubiera sí existe (2019) - Samuel
- Chilangolandia (2021) - El chulo
- Atrapadas en familia (2022) - Pedro
- Cuando sea joven (2022) - Esteban
- La gran seducción (2023) ... Mateo[9]

### Telenovelas
- Cautiva por amor (2025) ... Neneco[10]
- S.O.S Me estoy enamorando (2021) ... Daniel
- La reina soy yo (2019) ... Axel[11]
- Ringo ... (2019) Javier «el Gavilán Menchaca»
- Caer en tentación (2017-2018) ... Bernardo 'Bebo' Galindo
- Enamorándome de Ramón (2017) ... Jorge Medina[12]
- La gata (2014) ... Carlos «Centavito»
- De que te quiero, te quiero (2013-2014) ... Paolo García Pabuena

### Programas de televisión
- Todo va a estar bien (2021) ... Fausto[13]
- Control Z (2021) ... Felipe «Pipe»
- La usurpadora (2019) ... Osvaldo
- El secreto de Selena (2018) ... Ed McKinstry
- Por siempre Joan Sebastian (2016) ...
- La rosa de Guadalupe (2015-2016) ... Varios papeles
- Como dice el dicho (2013-2016) ... Varios papeles